# Helvetischer Hudibras
Der Helvetische Hudibras war eine der ersten Zeitungen des Schweizer Kantons Solothurn. Er wurde ab 1797 von Franz Josef Gassmann in Solothurn als Nachfolger seines Ende 1794 eingestellten Solothurnerischen Wochenblatts herausgegeben; in der Zwischenzeit verfügte Solothurn über keine eigene Zeitung. Die erste Nummer erschien am 23. Juni 1797. Wie schon das Wochenblatt erschien der Hudibras wöchentlich am Samstag. Als Anregung für den Titel diente das komische Epos Hudibras von Samuel Butler, welches Personen und Anschauungen des englischen Puritanismus auf satirische Weise behandelt. Gassmann erhielt dadurch im solothurnischen Volksmund den Spitznamen «Hudibras».
Im Gegensatz zum Solothurnerischen Wochenblatt widmete sich der Hudibras vermehrt auch politischen Themen. Gassmann thematisierte die Begriffe «Freiheit» und «Gleichheit», wenngleich anfänglich in sehr vorsichtiger Weise, indem er Gleichheit als die Gleichheit von Untertanen definierte und von «Freiheit» im Zusammenhang damit, dass kein Mensch daran gehindert werden solle, tugendhaft zu leben, schrieb. Rudolf Baumann vermutet in seiner Veröffentlichung über das solothurnische Druckerei- und Zeitungswesen bis 1848, dass Gassmann «den Worten diese vorsichtige Deutung nur darum gab, um von Freiheit und Gleichheit überhaupt sprechen zu dürfen». Immer noch war eine freie Meinungsäusserung durch staatliche Zensur verunmöglicht.
Nach dem 3. Februar 1798 stellte der Helvetische Hudibras sein Erscheinen vorübergehend ein. Der Franzoseneinfall hatte begonnen, und die Truppen Napoleons rückten auf die Schweiz vor. Als General Schauenburg an Solothurn heranrückte, unterstützte die solothurnische Obrigkeit einen Aufstand gegen «Franzosenfreunde». Vierzig «Verräter» wurden unter dem Vorwand, man wolle sie vor der Wut des Volkes schützen, ins Gefängnis geworfen, darunter auch Gassmann. Am 2. März wurden sie durch die Franzosen befreit, und Gassmann liess den Hudibras schon ab dem 10. März wieder erscheinen. Nun frei von Zensur, pries Gassmann die errungene Freiheit «in vollen Tönen» und setzte ab April «Freiheit und Gleichheit» in den Titel. Er bemühte sich, seinen Lesern die Tatsache der Abschaffung aristokratischer Sonderrechte näherzubringen, erläuterte die Verfassung der Helvetischen Republik und informierte über erlassene Gesetze und Beschlüsse. Die französischen Truppenbewegungen in der Schweiz wurden häufig thematisiert.
Der Helvetische Hudibras stellte sein Erscheinen mit der Nummer vom 11. August 1798 unvermittelt ein. Noch in der letzten Nummer fand sich ein Beitrag mit einem Hinweis auf «Fortsetzung folgt». Gassmann schrieb später in einem Brief, dass das Blatt «im Sturm der Zeiten» untergegangen sei.